# Austin Corbett
Austin Corbett (Detroit, 17 dicembre 1995) è un giocatore di football americano statunitense che milita nel ruolo di offensive tackle per i Carolina Panthers della National Football League (NFL).

## Carriera universitaria
Al college Corbett giocò a football all'Università del Nevada - Reno. Nel 2016 fu inserito nella seconda formazione ideale della Mountain West Conference e l'anno successivo, nominato capitano della squadra, nella prima. A fine anno fu invitato al Senior Bowl.

## Carriera professionistica

### Cleveland Browns
Corbett fu scelto nel corso del secondo giro (33º assoluto) nel Draft NFL 2018 dai Cleveland Browns. Debuttò come professionista subentrando nella gara del secondo turno contro i New Orleans Saints. La sua stagione da rookie si chiuse con 11 presenze, di cui una come titolare.

### Los Angeles Rams
I Browns scambiarono Corbett con i Los Angeles Rams il 15 ottobre 2019 per una scelta del quinto giro del draft 2021. Il 13 febbraio 2022 partì come titolare nel Super Bowl LVI vinto contro i Cincinnati Bengals per 23-20, conquistando il suo primo titolo.

### Carolina Panthers
Il 14 marzo 2022 Corbett firmò con i Carolina Panthers un contratto triennale del valore di 29,25 milioni di dollari.

## Palmarès
- Super Bowl : 1

Los Angeles Rams: LVI
- National Football Conference Championship: 1

Los Angeles Rams: 2021